# Емануел Сење
Емануел Сење (фр. Emmanuelle Seigner; Париз, 22. јун 1966) је француска глумица, певачица и бивша манекенка, позната по улогама у филмовима Лудило (1988), Трг Вандом (1998), Девета капија (1999), Живот у ружичастом (2007), Ронилачко звоно и лептир (2007) и Венера у крзну (2013). Два пута је била номинована за награду Цезар (за изведбе у филмовима Трг Вандом и Венера у крзну) и једном за награду Сателит (за споредну улогу у мјузиклу Живот у ружичастом).